# BYD Dolphin
A BYD Dolphin egy akkumulátoros elektromos, ferdehátú autótípus, melyet a BYD Auto gyárt 2021 óta. A BYD Ocean Series sorozatának része, az Atto 3 és a Seal mellett.
A BYD Dolphint 2023-tól exportálják többek között Európába, Ausztráliába és Thaiföldre, megnövelt méretekkel, hogy megfeleljen a szigorúbb ütközésbiztonsági szabványoknak, és a kompakt vagy C-szegmensben helyezkedik el.

## Áttekintés
A BYD 2021 áprilisában az Auto Shanghai-on mutatta be az elektromos autóknak szánt platform új generációját e-Platform 3.0 néven, amely a jobb súlyelosztásnak köszönhetően hatékonyabb teljesítményt és nagyobb hatótávolságot kínál. Ezzel egy időben a gyártó bemutatta az új ferdehátú autójának gyártás előtti prototípusát BYD EA1 Concept néven, ugyanakkor bejelentette a modernizált formanyelvet és céglogót is.
A sorozatgyártású modellt három hónappal később BYD Dolphin néven mutatták be, és 2021 augusztusától elérhető. Az autó a prototípus megjelenésére hasonlít, sziluettjét a BYD tervezőcsapatának vezetője, Wolfgang Egger tervezte. A Dolphin volt az első sorozatgyártású modell, amelyen az új BYD logója látható.
A hátsó csomagtartó 345 literes, ami 1310 literre nő, ha a hátsó üléseket lehajtják.
A globális piacra szánt exportált modell esetében a Dolphin körülbelül 20 cm-rel hosszabb egy új front-end ütközési szerkezet befogadása érdekében, amelyet az ausztrál ANCAP ötcsillagos biztonsági besorolása érdekében vezettek be. A globális modell különböző első és hátsó lökhárítókat, elülső motorháztetőt és sárvédőket kapott, melyek megnövelték az autó túlnyúlását, ami 4290 mm-re növelte a hosszát, és így a C-szegmensben helyezkedik el az autó.

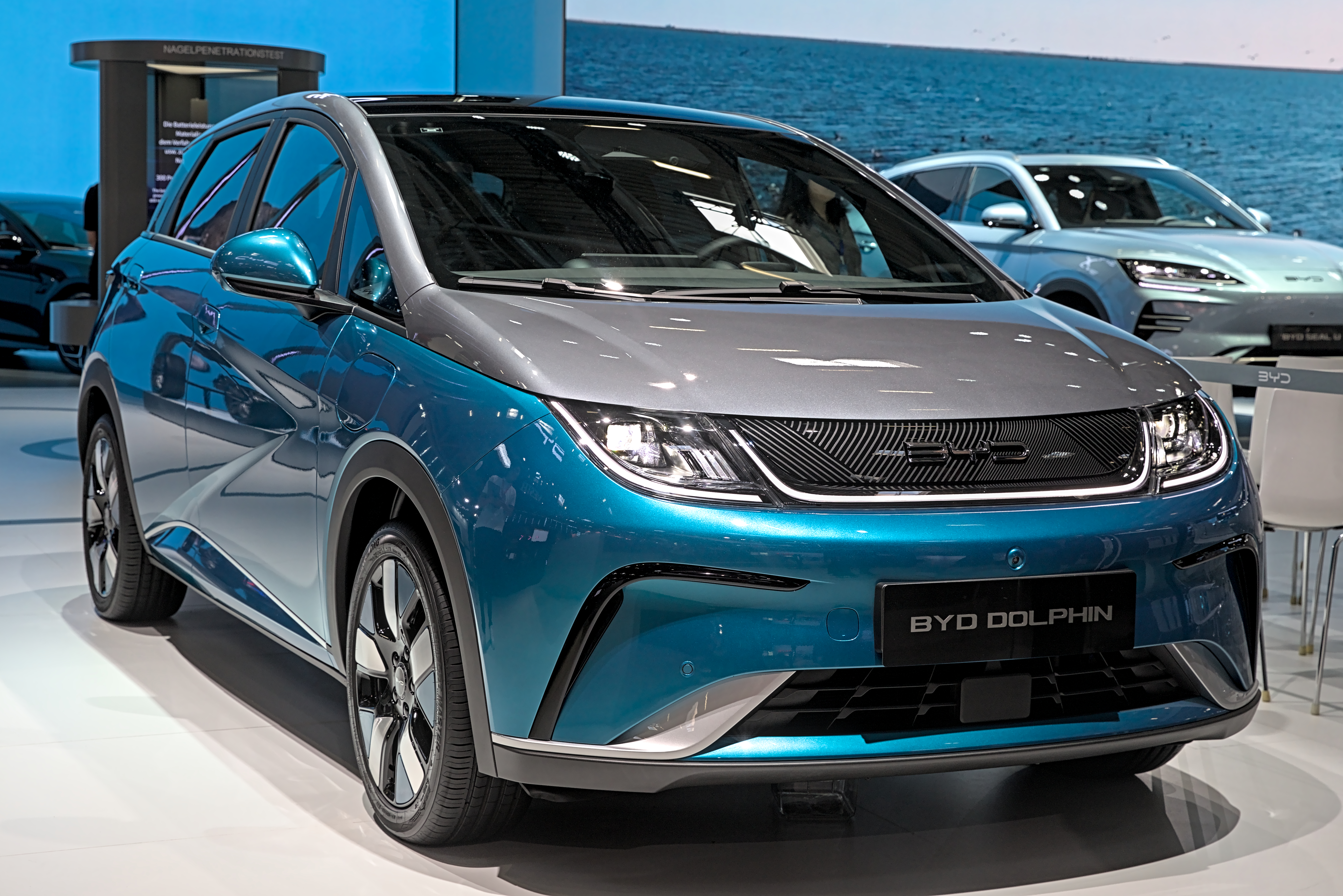
Elölnézetből
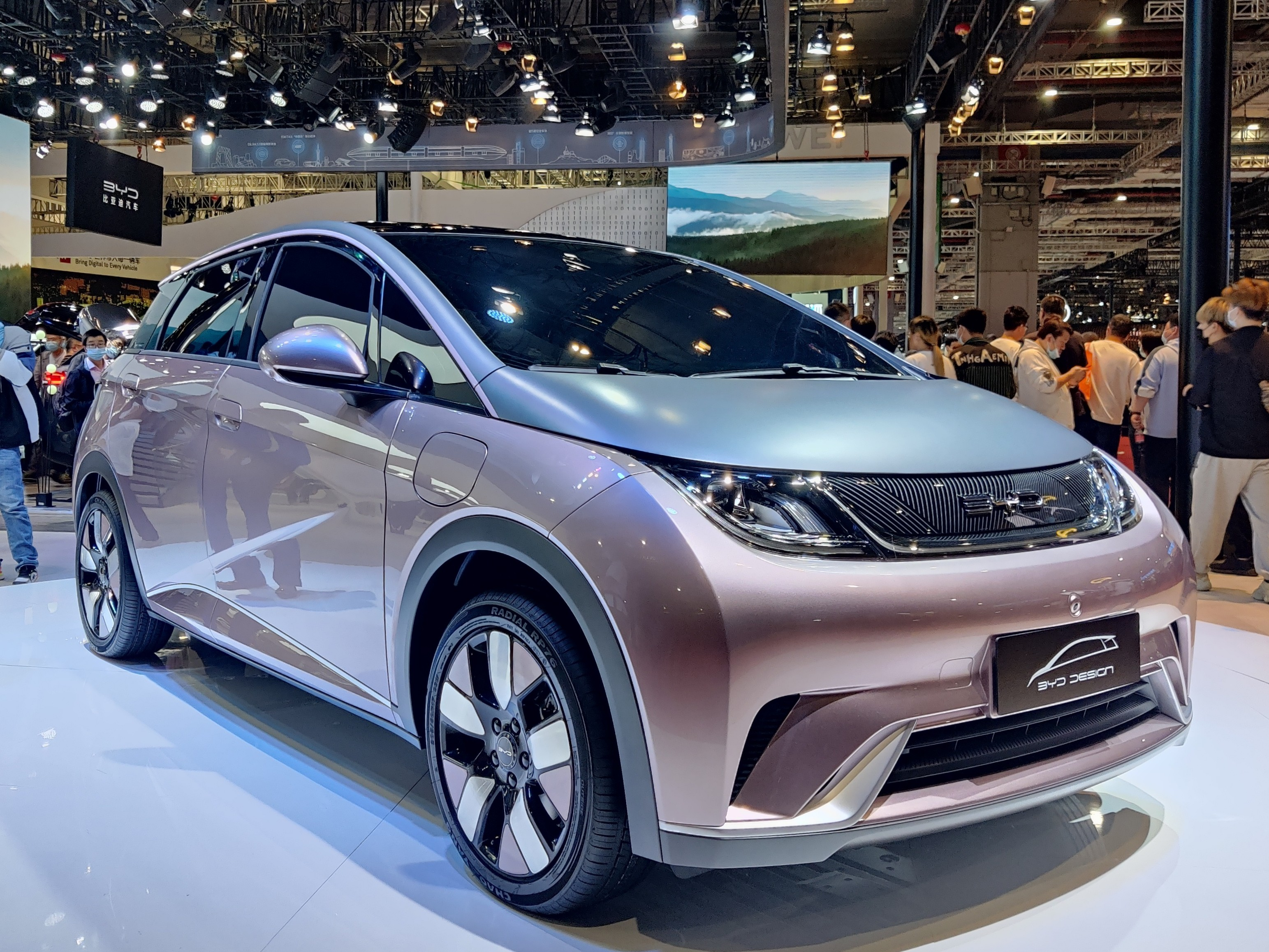
Elölnézetből
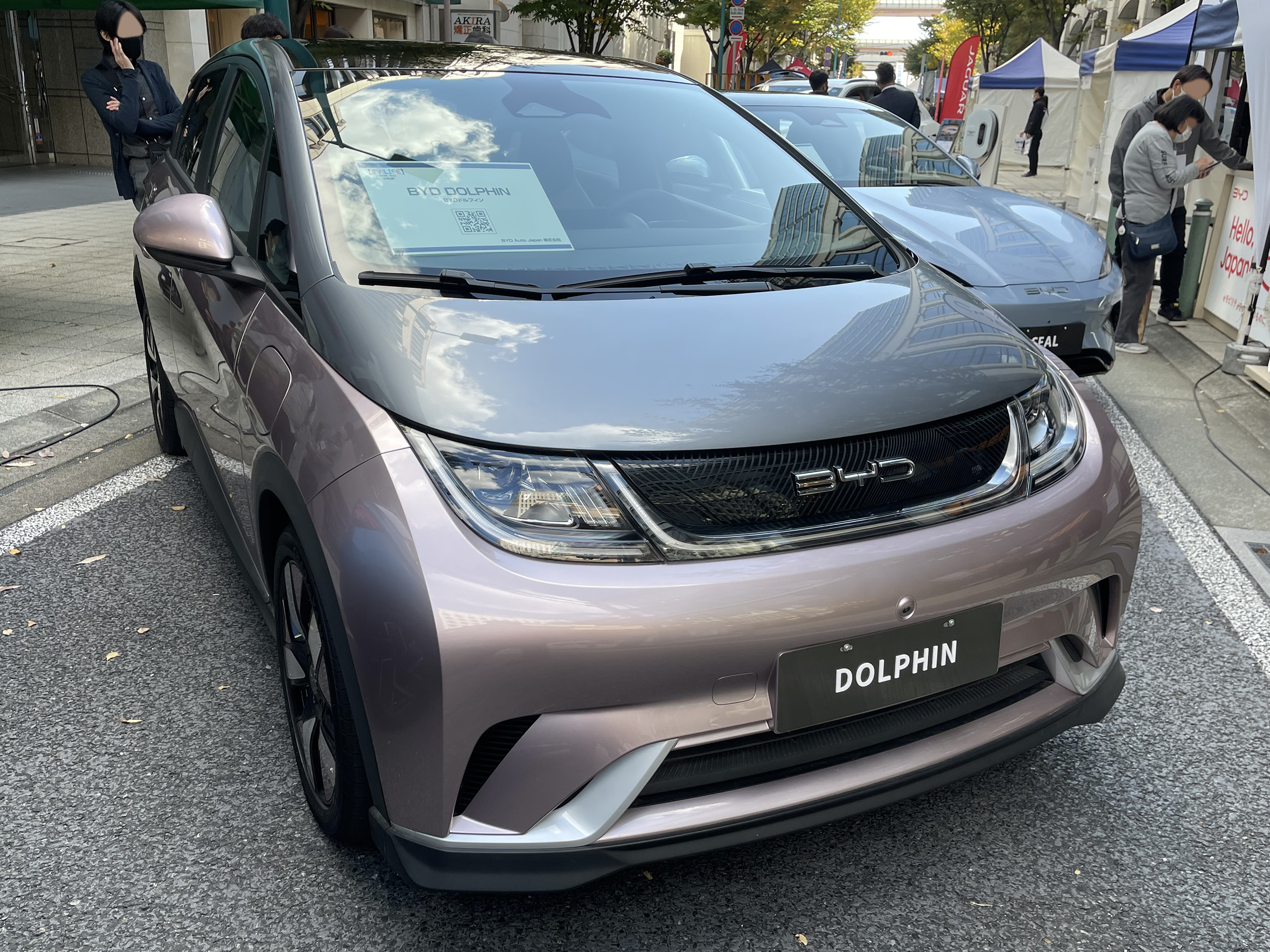
Elölnézetből
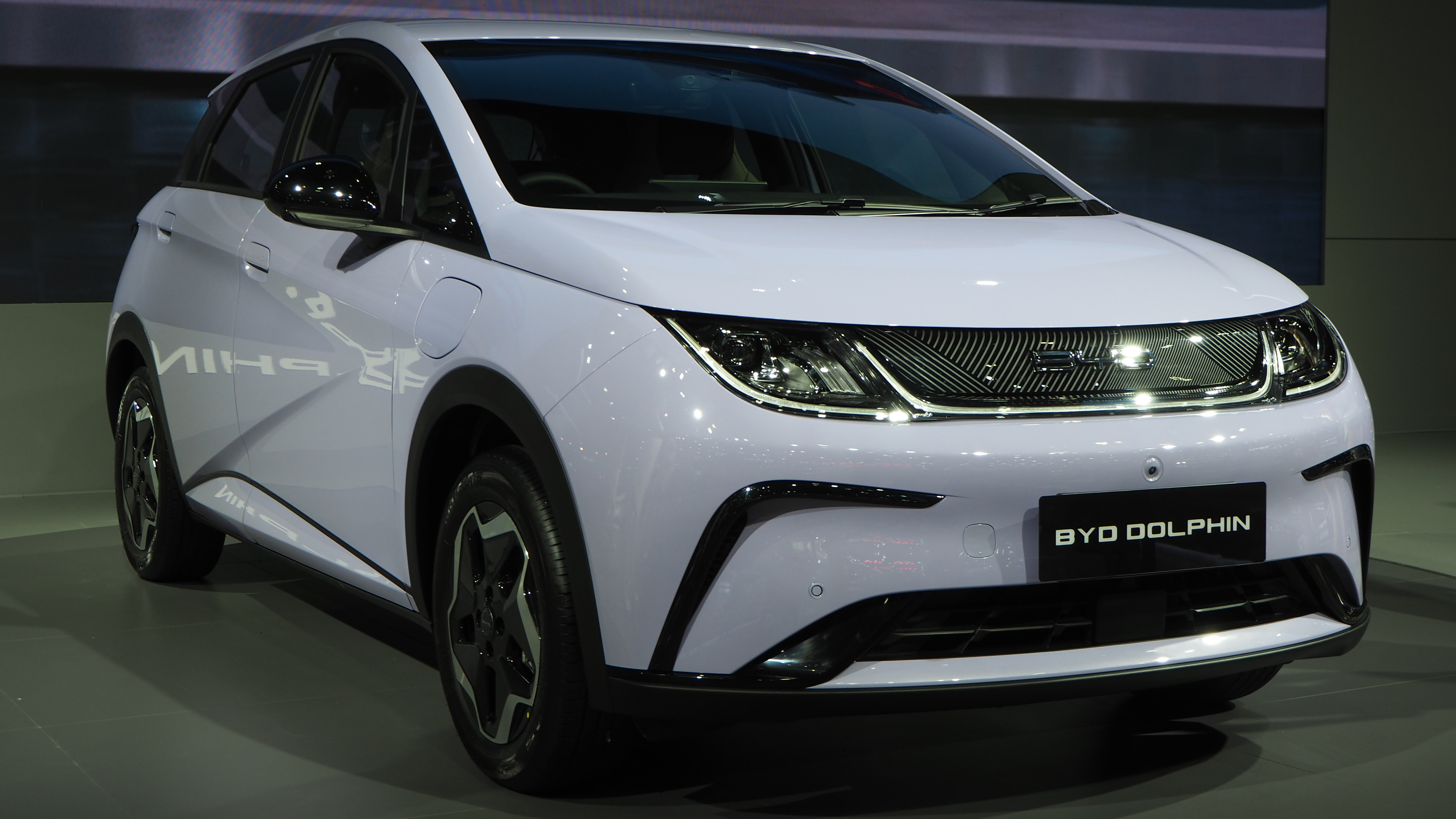
Elölnézetből
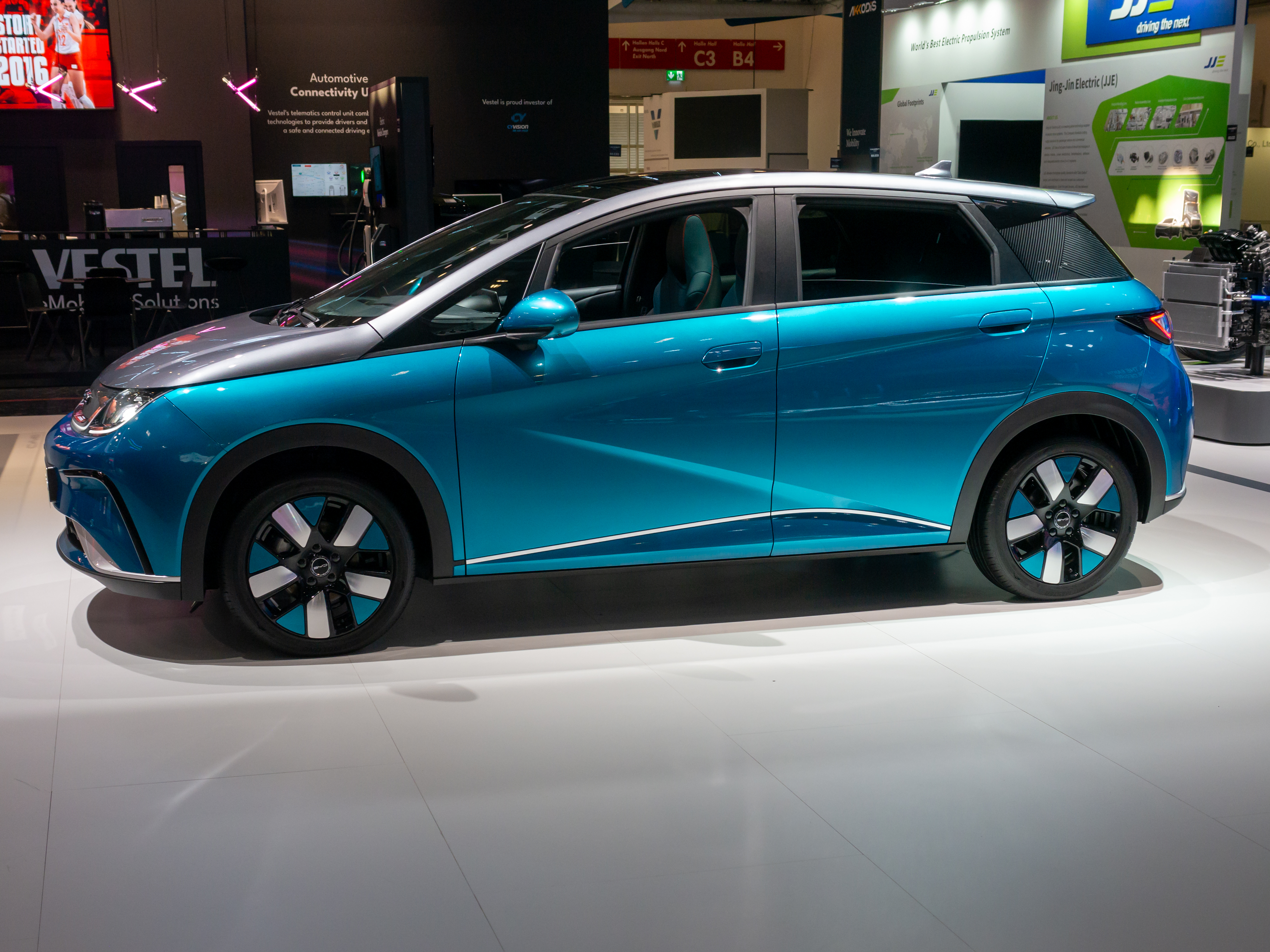
Oldalnézetből
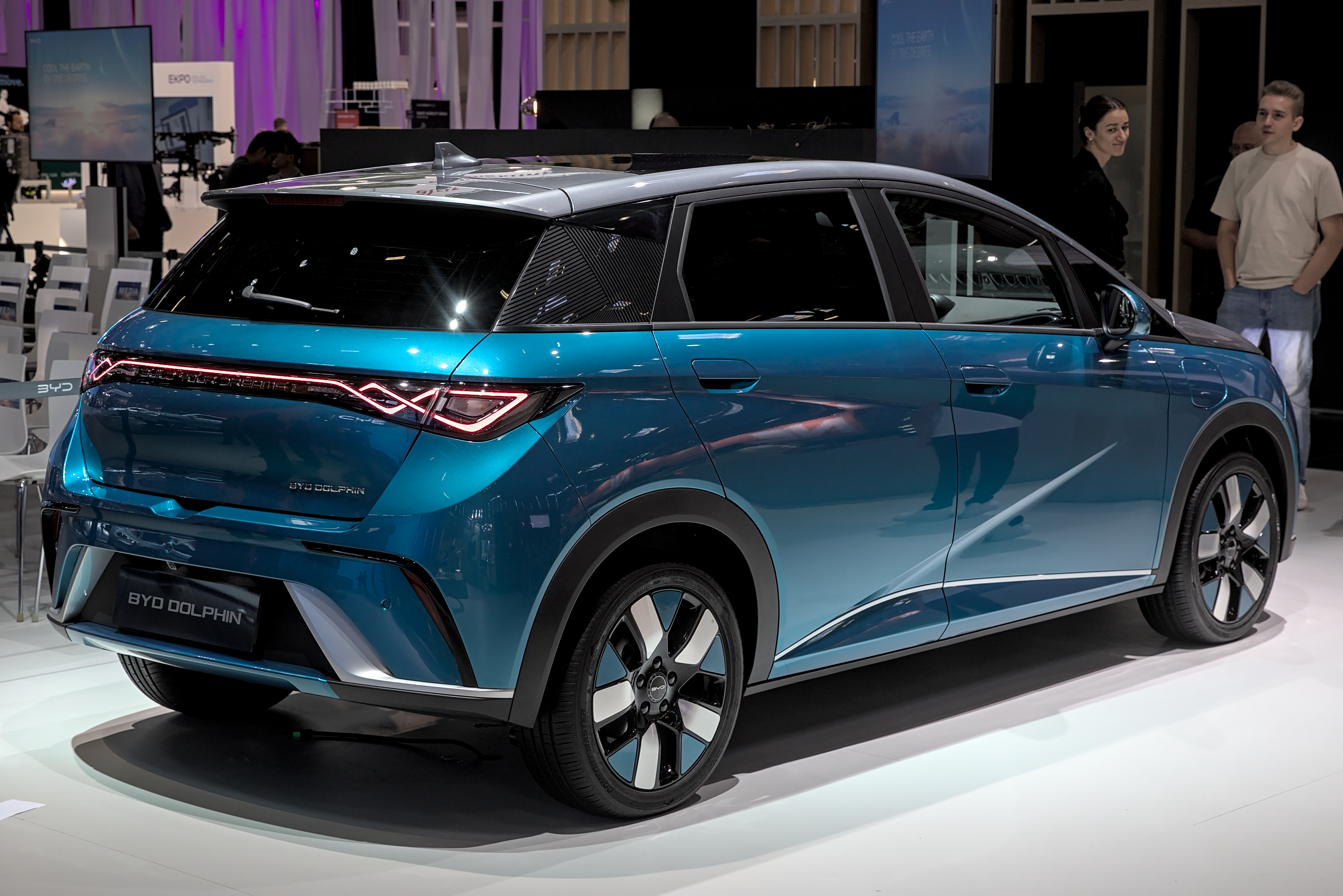
Hátulnézetből
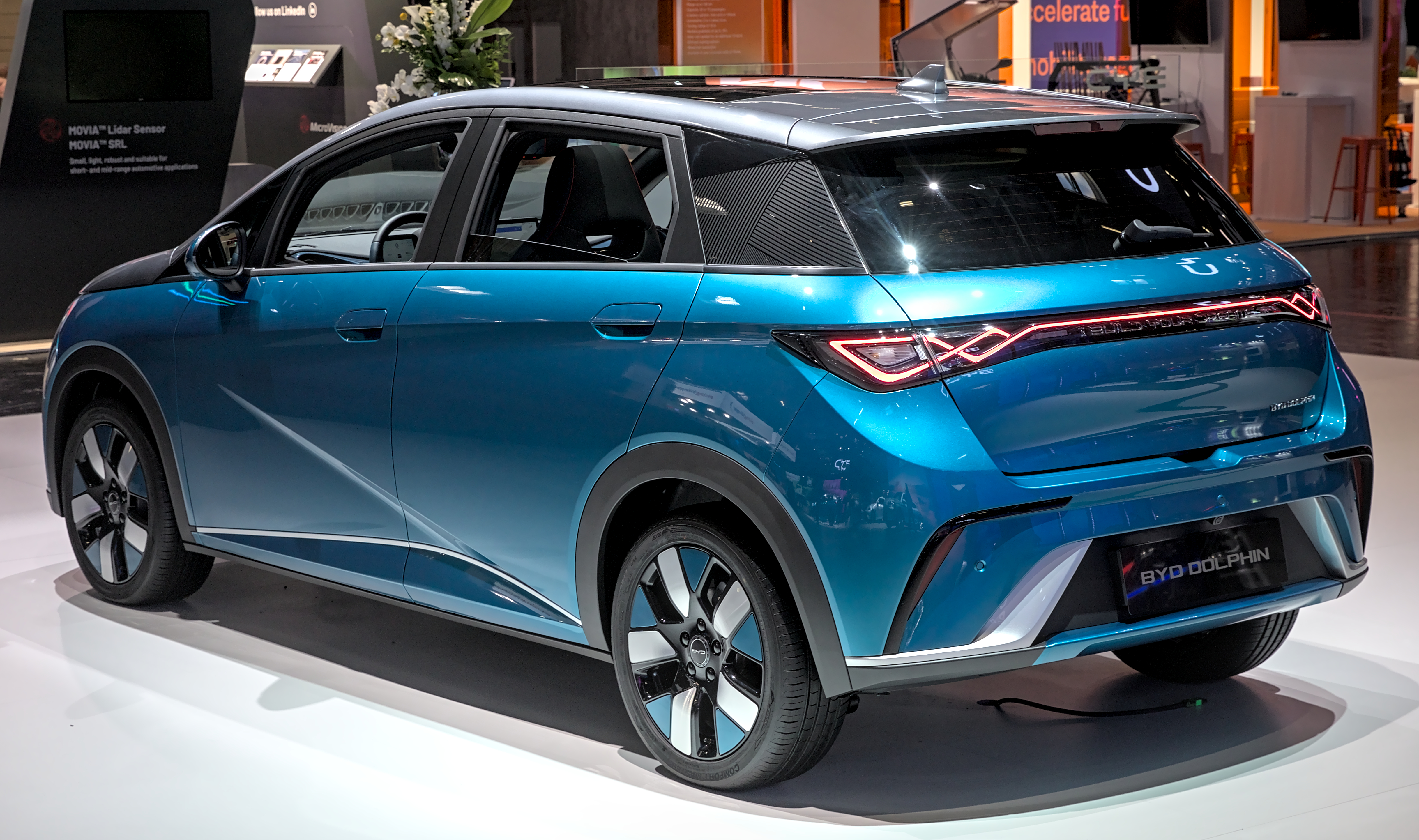
Hátulnézetből
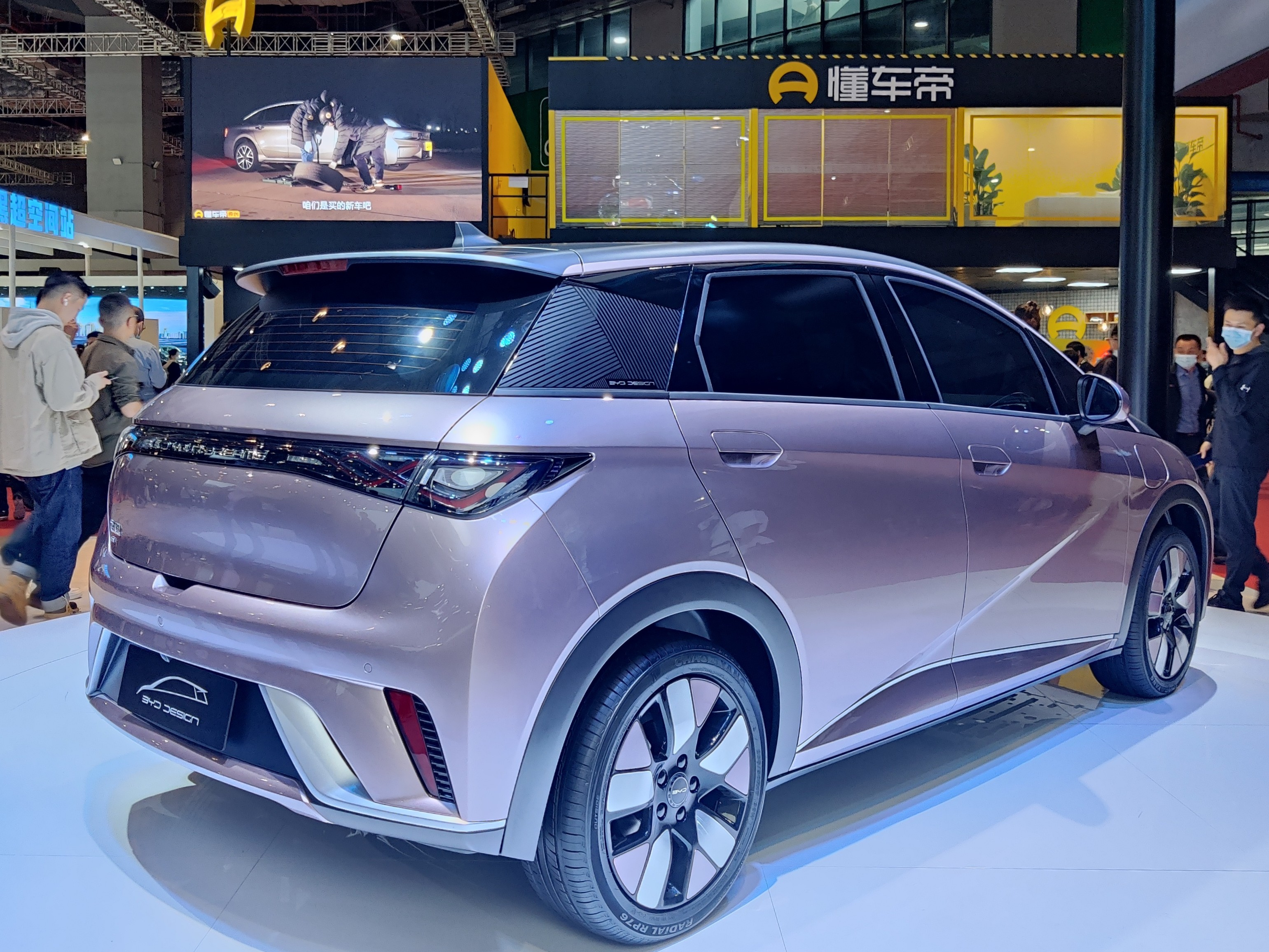
Hátulnézetből
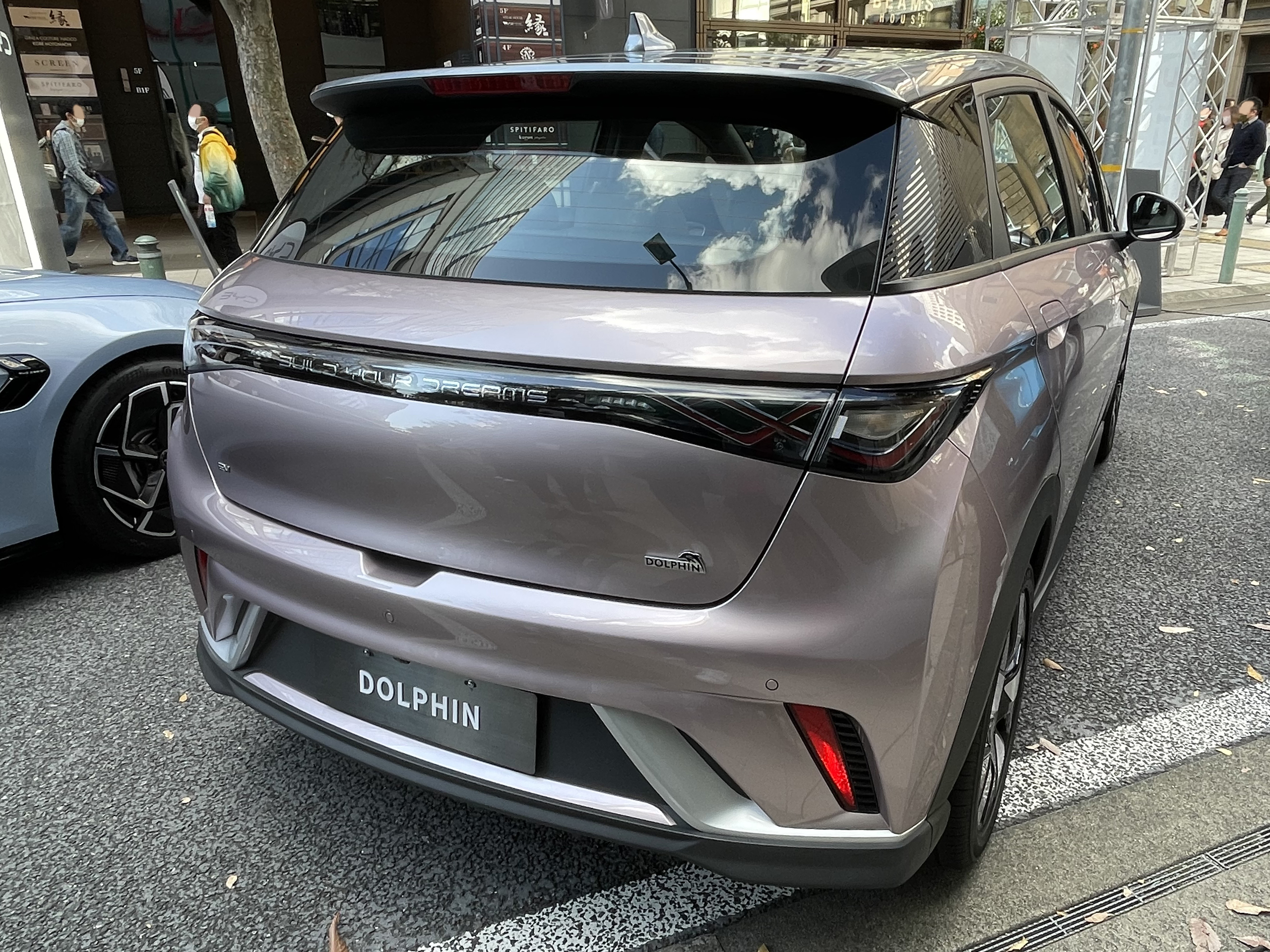
Hátulnézetből
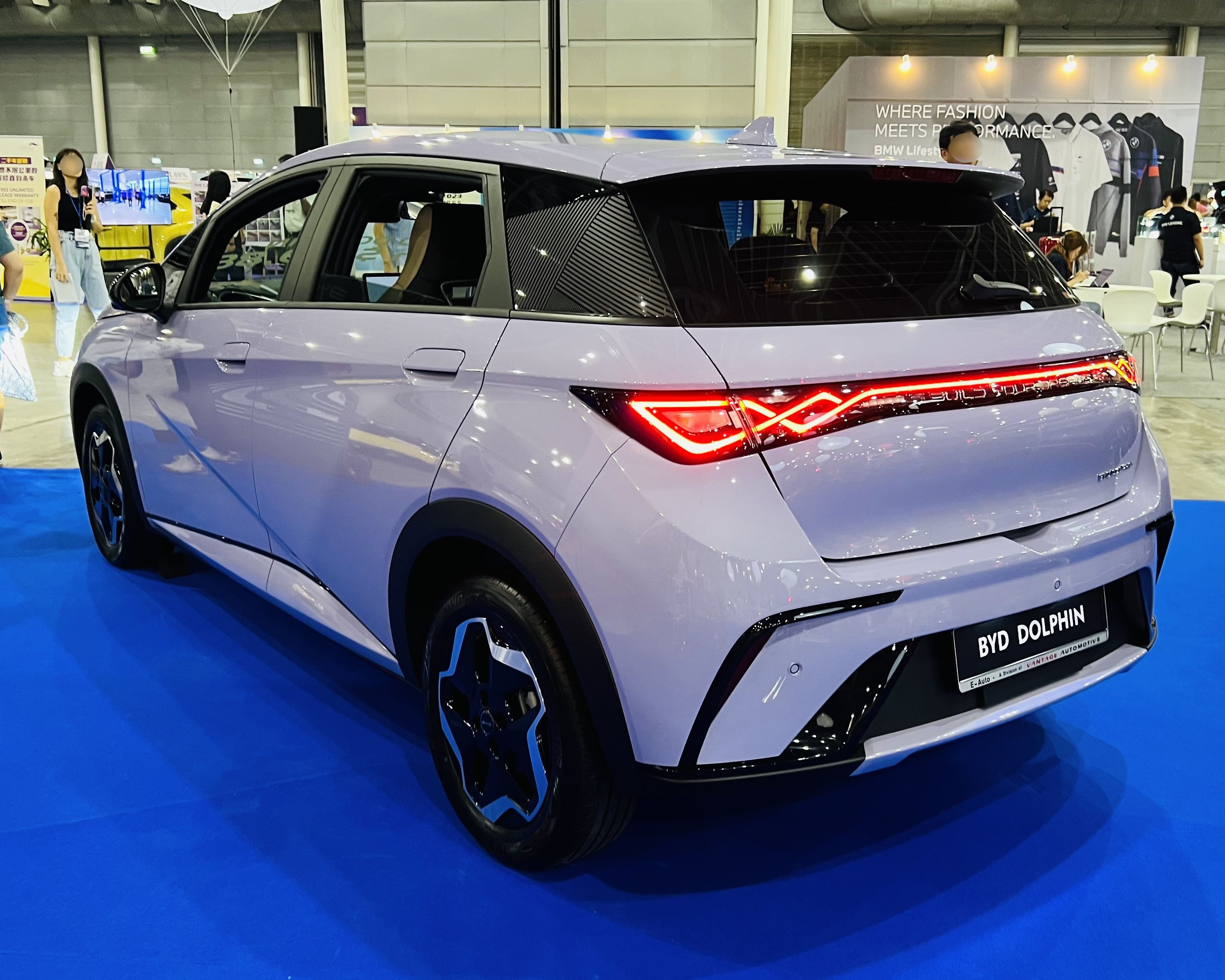
Hátulnézetből

## Az európai piacon
A BYD Dolphin európai változatát 2023 áprilisában mutatták be. A globális specifikációhoz hasonlóan az európai piacon a Dolphin is a C-szegmensben található, mivel különböző első és hátsó lökhárítókat kapott, így az autó hossza 4290 mm-re re nőtt. Emellett az európai specifikációjú Dolphin hajtásláncát is továbbfejlesztették. Az elsőkerék-meghajtású autót 150 kW-os motor hajtja, 60,48 kWh-s akkumulátorral párosítva, amely azonos az Atto 3 akkumulátorával.

## Fordítás
- Ez a szócikk részben vagy egészben  a   BYD Dolphin című angol Wikipédia-szócikk ezen változatának fordításán alapul.  Az eredeti cikk szerkesztőit annak laptörténete sorolja fel. Ez a jelzés csupán a megfogalmazás eredetét és a szerzői jogokat jelzi, nem szolgál a cikkben szereplő információk forrásmegjelöléseként.